# Industrial Workers of the World
Die Industrial Workers of the World (IWW, deren Mitglieder oft auch als Wobblies bezeichnet werden) sind eine weltweite Gewerkschaft, deren Einfluss sich auf Nordamerika, Großbritannien, den deutschsprachigen Raum und Australien konzentriert. Weltweit zählt die IWW rund 9300 Mitglieder, 6570 in den USA 2020; Großbritannien verzeichnete 2020 mit rund 2400 Mitgliedern die größte Regionalstruktur in Europa. Im deutschsprachigen Raum (Deutschland, Österreich, Schweiz, Luxemburg) existiert eine eigenständige Sektion der IWW, die im Dezember 2006 in Köln gegründet wurde und etwa 500 Mitglieder hat (IWW-GLAMROC – German Language Area Membership Regional Organizing Committee). Die Abkürzung GLAMROC ist ein Wortspiel, dass sich auf die Musikrichtung Glam Rock bezieht. Sie hat (Stand: März 2023) allgemeine Ortsgruppen (General Membership Branches) u. a. in Bern, Bochum/Ruhrgebiet, Genf, Hamburg, Innsbruck, Leipzig, München, Salzburg, Solothurn, Vorarlberg, Wien und Zürich.
Die IWW propagiert das Konzept der „One Big Union“ und vertritt die Ansicht, dass alle Arbeiter als soziale Klasse vereint werden sollten, um Kapitalismus und Lohnarbeit durch industrielle Demokratie zu verdrängen.
Die IWW ist außerdem bekannt für das Wobbly-Shop-Modell der Arbeitsplatzdemokratie, in dem Arbeiter ihre eigenen Manager wählen und andere Formen der Basisdemokratie und Arbeiterselbstverwaltung umgesetzt werden. Die IWW verlangen von ihren Mitgliedern nicht, dass sie in einem von ihr vertretenen Betrieb arbeiten, und schließt auch die Mitgliedschaft in einer anderen Gewerkschaft nicht aus.
Die Gewerkschaft ist Mitglied der International Confederation of Labor (ICL) und von Mutual Aid Disaster Relief.

## Etymologie
Die genaue Herkunft der Bezeichnung Wobbly ist unbekannt, es gibt mehrere Theorien.

## Die historische IWW (1905–2000)
Die Gewerkschaft blickt auf „eine lange, angriffslustige Geschichte“ (Wall Street Journal) zurück. Gegründet auf einem Kongress am 27. Juni 1905 in Chicago von Delegierten verschiedener Einzelgewerkschaften, Sozialisten, Anarchisten und militanten Arbeiterführern, in Anwesenheit bekannter Aktivisten wie Mary Harris „Mother“ Jones und William Dudley „Big Bill“ Haywood, unterschied sich diese Gewerkschaft in zwei Punkten wesentlich von den bis dahin verbreiteten Organisationen:
Zum einen organisierte sie insbesondere die von der traditionellen Arbeiterbewegung vernachlässigten gesellschaftlichen Gruppen: Frauen, ungelernte Arbeiter, Wanderarbeiter, asiatischstämmige Amerikaner und Afroamerikaner. Zudem wurde die IWW als Industriegewerkschaft gegründet und war damit grundsätzlich von der AFL zu unterscheiden, die sich damals noch hauptsächlich in Fachgewerkschaften organisierte. Eine Stärke der IWW war und ist die Organisation der Arbeiter als Klasse, anstatt in rivalisierenden Berufsgruppen. Des Weiteren sah die IWW Direkte Aktionen stets als wichtiges, wenn auch nicht unumstrittenes, Mittel im Arbeitskampf.
Die Gewerkschaft spielte in den USA Anfang des 20. Jahrhunderts eine einflussreiche bis maßgebliche Rolle bei zahlreichen spektakulären Streiks. Der erste, der sie bekannt machte, war ein Streik der Minenarbeiter in Goldfield (Nevada). Dort arbeitete sie mit der Western Federation of Miners zusammen. Es gelang ihr, über die Minenarbeiter hinaus weite Teile der Arbeiterschaft in der damals boomenden Goldgräberstadt zu organisieren. Auch die Stadtverwaltung sympathisierte mit der Gewerkschaft. Ihr Einfluss konnte erst durch den Einsatz von Bundestruppen, die John Sparks, der damalige Gouverneur Nevadas, zu Hilfe rief, gebrochen werden. Zugleich kam es bei den Streiks zu heftigen Auseinandersetzungen, teils mit Toten, so zum Beispiel dem Everett-Massaker. Zunehmende Repression während und nach dem Ersten Weltkrieg sowie ein wachsender Einfluss der Kommunistischen Partei der USA ließen sie ab Mitte der 1920er nach mehreren Spaltungen zu einer Randerscheinung werden. Auf ihrem organisatorischen Höhepunkt 1923 hatte die IWW 100.000 Mitglieder, Ende der 1950er Jahre weniger als hundert.

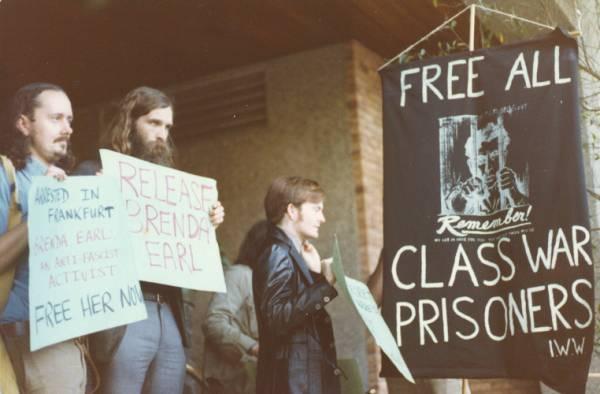
IWW-Mitglieder 1981 in Sydney

Einen erneuten, zunächst bescheidenen Aufschwung nahm die IWW in den USA durch die Bürgerrechtsbewegung sowie die Jugend- und Studentenrevolten der 1960er Jahre. Eine nächste Welle folgte ab 1986, als die Linke die soziale Frage wiederentdeckte, nachdem die Politik der Reagan-Regierung die rechtliche Situation der erwerbstätigen Bevölkerung verschlechtert hatte. Seit Mitte der 2000er Jahre steigen die Mitgliederzahlen nach eigenen Angaben langsam an.
Als eine verwandte Organisation im deutschsprachigen Raum können die rätekommunistische Allgemeine Arbeiter-Union Deutschlands der 1920er Jahre gelten sowie ihre Abspaltung, die Allgemeine Arbeiter-Union – Einheitsorganisation.

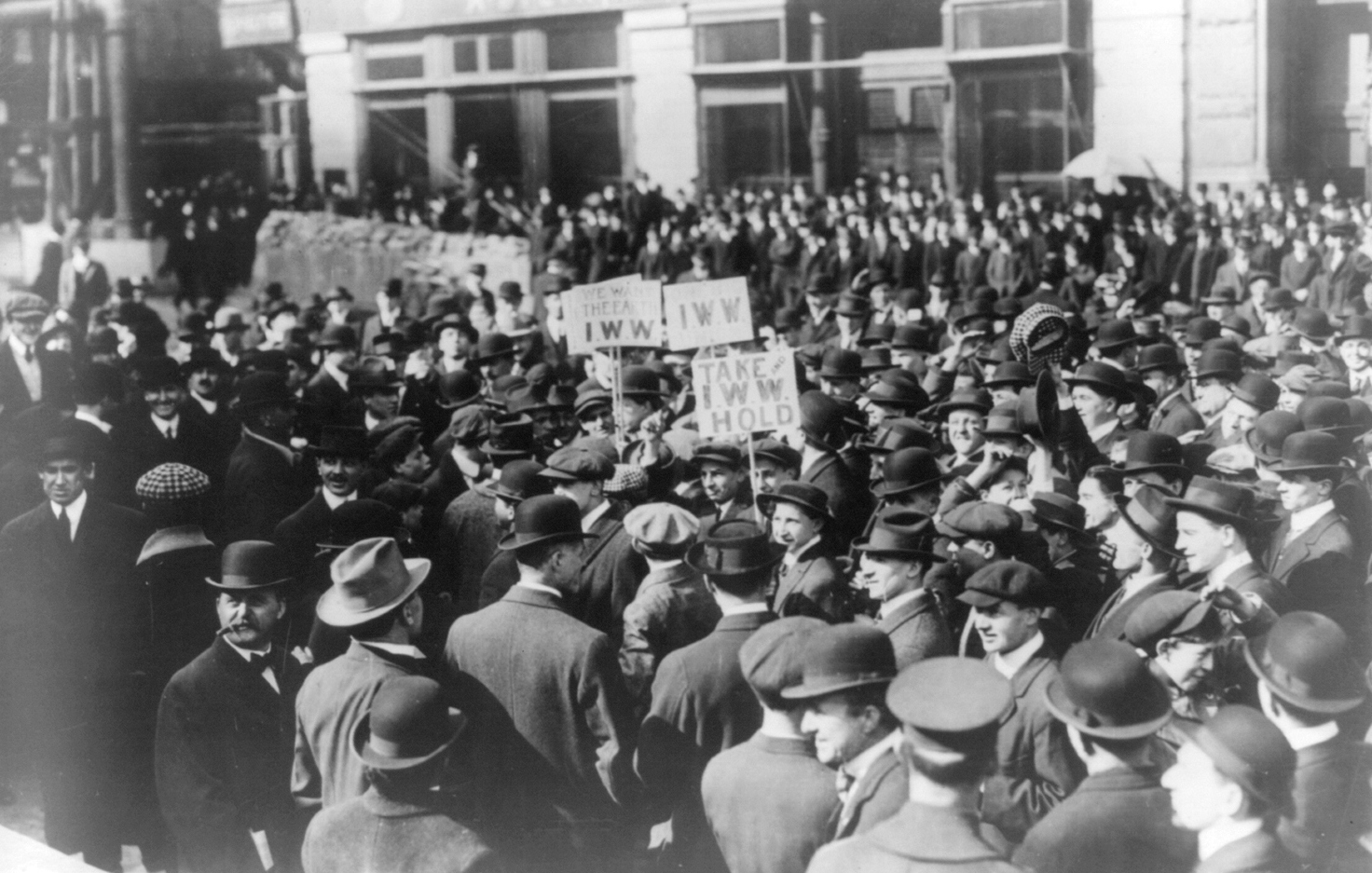
Demonstration der IWW am 11. April 1914 in New York

Texte und Aktionen wie legendäre Streiks aus der Blütephase der Wobblies Anfang des 20. Jahrhunderts wurden zudem ab den 1970er Jahren durch Publikationen einiger vom Operaismus inspirierter Zeitschriften wie der Karlsruher Stadtzeitung und Wildcat innerhalb der undogmatischen Linken verbreitet, allerdings ohne die organisatorischen Vorstellungen der IWW dabei besonders zu beachten.

### Historische IWW-Gruppen in Deutschland – Der Internationale Seemanns-Bund
Wenngleich vereinzelt und auf wenige Hafenstädte beschränkt, gab es in der Weimarer Zeit IWW-Gruppen in (damals) deutschen Küstenstädten. Dabei ragte der „Internationale Seemanns-Bund“ (eine Mitgliedsorganisation der IWW Industrial Union 510) in Danzig und Stettin heraus.
Schon vor dem Ersten Weltkrieg gab es rege Kontakte zwischen den Hamburger Linkskommunisten Fritz Wolffheim und Heinrich Laufenberg zur IWW. Der Schriftsteller und Redakteur Wolffheim hatte bereits 1912/13 in San Francisco das IWW-Organ „Vorwärts der Pacific-Küste“ herausgegeben.
Nach dem Ersten Weltkrieg kam es zu regen Propaganda-Tätigkeiten der IWW in Hafenstädten der Nord- und Ostsee. So existiert ein deutschsprachiges IWW-Flugblatt aus dem Jahre 1919, das zur Mitarbeit in den neu entstehenden „Allgemeinen Arbeiter-Unionen“ aufruft. Das Wochenblatt „Der Klassenkampf“ (Redaktion: John Alexander, Chicago) wird um 1919/1920 in Hafenstädten Norddeutschlands vertrieben. Polizeiakten der Zeit erwähnen Verteilungen von IWW-Druckwerken in Bremerhaven, Hamburg, Cuxhaven und Bremen sowie Kontakte nach Hannover und Braunschweig. IWW-Mitglieder versuchten durch ihre Propaganda in den deutschen Hafenstädten sowohl Auswanderer in die USA für sich zu gewinnen – sie verteilten neben deutschem auch englisches, polnisches und russisches Agitationsmaterial –, als auch in umgekehrter Richtung eine Expansion der IWW nach Deutschland zu forcieren.
Ab 1922 gibt es Bestrebungen, eigene IWW-Ortsgruppen in deutschen Hafenstädten aufzubauen, die vor allem in Danzig und Stettin erfolgreich waren. Dort entstanden erstmals relativ stabile Gruppen, die eigene Vereinslokale unterhielten. In Hamburg existierte kurzzeitig eine IWW-Gruppe um den Bootsmann August Lemke. Organisator der pommerschen See- und Hafenarbeiter war der Maschinist und erklärte Anarchist Otto Rieger, der zuvor Vorsitzender und internationaler Sekretär der syndikalistisch orientierten Gewerkschaft Deutscher Seemansbund (DSB, später umbenannt in Deutscher Schiffahrtsbund) gewesen war.
Der Historiker Hartmut Rübner berichtet, dass Rieger im Herbst 1923 im Namen von 1000 Seeleuten den Beitritt der neu gegründeten „Internationalen Seemanns-Union“ zur IWW erklärte. Bereits im Juli 1922 hatte die „Seemanns-Union“ einen Streik von 400 Maschinisten und Schauerleuten im Stettiner Hafen durchgeführt, durch den es – mit Verstärkung der Gewerkschaften AAU und AAU-E – gelungen war, etwa 100 Schiffe mehrere Tage im Hafen festzuhalten. Um die Jahreswende 1923/24 fand ein weiterer Streik statt, bei dem – nach Angaben Riegers – bis zum 8. Februar 1924 genau 124 Schiffe mit einer Mannschaftsstärke von insgesamt 2000 Seeleuten festgesetzt werden konnten.
Die deutsche Sektion der IWW in Stettin bestand bis zu ihrer Auflösung 1933 durch den Nationalsozialismus. In den Jahren 1930–1932 erschien dort die Zeitung Der Marine-Arbeiter – Organ der deutschen Sektion der IWW.

## Die aktuelle IWW (seit 2000)

### Grundsätze
Die Präambel der IWW-Statuten ist seit 1905 verschiedentlich verändert und ergänzt worden.

### Philosophie

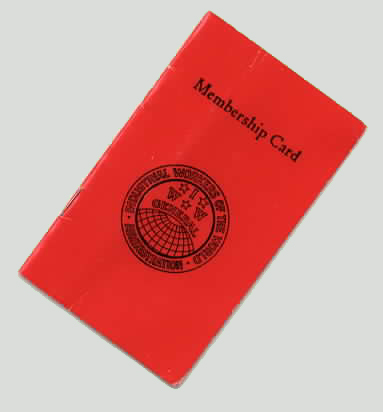
Mitgliedsausweis der IWW

Die IWW repräsentiert einen eigenständigen Strang in der Ideen- und Organisationsgeschichte der Arbeiterbewegung, der als Unionismus bezeichnet wird. Sie sieht sich als die „One Big Union“, ein Zusammenschluss der gesamten arbeitenden Klasse auf betrieblich/ökonomischer Basis. Wenngleich der Unionismus Elemente sowohl des Anarchismus, des revolutionären Syndikalismus sowie undogmatische Lesarten des Marxismus in sich aufgenommen hat, zählten zu den Mitgliedern der IWW stets Arbeiter mit verschiedensten Weltanschauungen.
Die IWW lehnt sowohl die Führungsrolle einer Partei über die Arbeiterklasse und ihre Gewerkschaften ab, wie sie von Lenin und dessen Nachfolgern propagiert und praktiziert wurde, als auch eine betrieblich/parlamentarische Arbeitsteilung zwischen Gewerkschaften und Arbeiterparteien, wie sie die sozialdemokratisch geprägte deutschsprachige Arbeiterbewegung schon vor dem Ersten Weltkrieg zur Regel machte. Nach Meinung der IWW tragen Parteien und ihre Ideologien eher zur Spaltung der arbeitenden Bevölkerung bei, als dass sie dieser irgendeinen Vorteil erbrächten. Gleichwohl ist es IWW-Mitgliedern freigestellt einer Partei anzugehören, solange sie in dieser keine Funktionärsposition einnehmen.
Von anarcho-syndikalistischen Organisationen unterscheidet sich die IWW sowohl durch eine größere weltanschauliche Offenheit als auch im organisatorischen Aufbau durch eine weitaus weniger föderalistische, also zentralere Organisationsstruktur.

### Sabotage

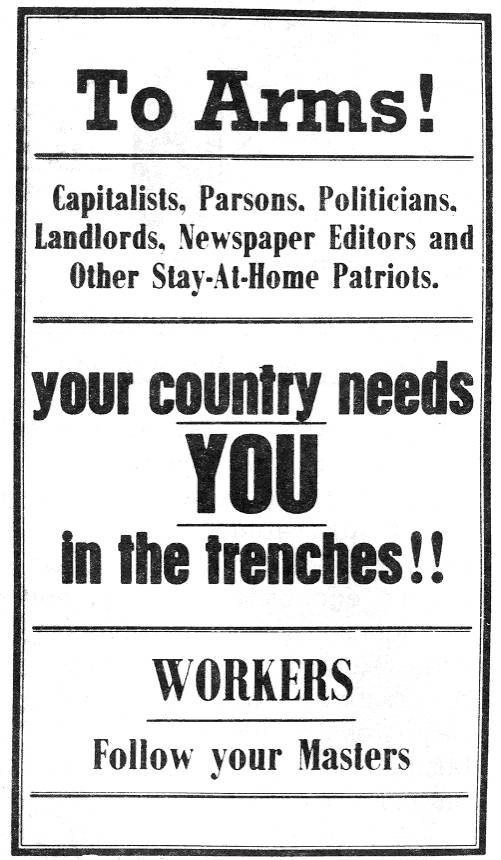
Australisches Plakat gegen die Einberufungen und freiwillige Meldungen von Arbeitern zum Militärdienst (1916)

Als besonders effektives Mittel der Wobblies im Klassenkampf erwies sich die von der französischen Arbeiterbewegung übernommene Aktionsform der Sabotage. Darunter verstanden die Wobblies die Beeinträchtigung der Produktion eines Unternehmens gemessen an Qualität und Stückzahl der produzierten Waren und Dienstleistungen. Elizabeth Gurley Flynn, die 1916 eine viel gelesene Broschüre zur Sabotage veröffentlichte, definiert die Kampfform als „bewussten Entzug der industriellen Effizienz durch die Arbeiter“, eine weite Spannbreite also, die mit „Dienst nach Vorschrift“, kollektivem Bummeln oder gemeinsamem Krankfeiern beginnen und bis zur absichtlichen Produktion von Ausschuss oder der Zerstörung von Maschinen gesteigert werden kann.
Die Praxisform der Sabotage wurde von der IWW nicht neu erfunden, sondern reihte sich in den offensiven Widerstand der Arbeiterbewegung gegen die Herrschaftstechniken des Taylorismus und ihrer so genannten wissenschaftlichen Betriebsführung. Vom Standpunkt der Unternehmer war damit eine systematische Enteignung des Produktionswissens der Arbeiter und ihrer Dequalifizierung verbunden. Ein Vorläufer dieser Praxis sind die Ludditen.
Die Sabotage rückte gegenüber dem Streik ab etwa 1912 erkennbar in den Vordergrund der IWW-Propaganda, auch weil die Gewerkschaft durch brutale Übergriffe von Staatsorganen, Vigilanten, privaten Sicherheitsdiensten (wie der Pinkerton-Agentur) und Lynchmobs massiv an einer legalen und öffentlichen Entwicklung im Sinne der Verfassung der Vereinigten Staaten gehindert wurde.
Die Frage der Sabotage stellt eine Bruchstelle der IWW zur Sozialistischen Partei Amerikas dar, zumal die Presse die IWW im Vorfeld und Verlauf des Eintritts der USA in den Ersten Weltkrieg zur „roten Gefahr“ stilisierte, zu „unamerikanischen“ Vaterlandsverrätern, gar zu einem Vorposten des deutschen Kaiserreichs. (Die IWW hatte den Krieg als ein – ihrer Auffassung nach – sinnloses gegenseitiges Abschlachten von Arbeitern im Interesse konkurrierender kapitalistischer Staaten konsequent abgelehnt.) Die Sozialistische Partei distanzierte und trennte sich von IWW-Mitgliedern, welche die Idee der „Sabotage“ öffentlich vertraten.
Im Verlauf des Ersten Weltkriegs wandelte sich die Bedeutung des Begriffs „Sabotage“ durch intensive Presseberichterstattung hin zu einem terroristischen oder geheimdienstlichen Akt, der militärische Anlagen oder Versorgungseinrichtungen des Feindes im Inland treffen sollte und dabei bewusst auch Todesopfer in Kauf nahm. Die IWW hatte allerdings als konsequent anti-nationale und universelle Arbeiterbewegung keinerlei Verbindung hierzu. Zudem lehnte sie die Gefährdung von Gesundheit und Leben als Mittel oder Begleiterscheinung des Klassenkampfes stets ab.
Im Zuge neuerer Organisierungskampagnen der IWW ab der 2000er Jahre orientierte sich ein Teil wieder stärker an der Analyse und Aktionsformen gegen Formen des Taylorismus und ließ dies in das Bildungsprogramm einfließen. Dabei ist das Argument, das die Hochzeiten der Arbeiterbewegung auf autonome Aktivitäten an der Basis liegen. Eine Aufgabe von Organisierung sei es, diese autonomen Kampfformen zu stärken und zu fördern. Dazu gehört die Analyse all jener Organisationsformen und Herrschaftstechniken, die dem entgegenstehen. Darin bezieht sich die IWW auf jene Kritiken, die von einem Standpunkt menschlicher Bedürfnisse die Herrschaftsformen von Technik kritisieren. Wie zum Beispiel: Martin Glaberman, C. L. R. James, Stan Weir, Staughton Lynd, Selma James, Mariarosa Dalla Costa, Ruth Schwartz Cowan.

### Strategie & Organisierungsformen
Bis zu den frühen 2000er Jahren hatte die IWW nur noch wenige hundert Mitglieder in Nordamerika und wenig Erfahrung in betrieblichen Kämpfen. Im Zusammenhang mit der Kampagne bei Starbucks entwickelte sich eine neue Generation von gewerkschaftlich Aktiven, die wieder eine aktive Debatte um Analyse, Strategie und Taktiken entfachte. Die IWW diskutiert als strömungsübergreifende Organisation verschiedene Modelle und Strategien der Organisierung in Betrieben die darauf abzielt möglichst viel Macht unter den Arbeitern aufzubauen. Aus der Sicht der IWW kann dies bedeuten, sich darüber zu verständigen welche Vor- und Nachteile die Wahl und Arbeit in einem Betriebsrat hat und auf welchem Wege sich die Macht der Arbeiter erweitern lässt. Zur Auswertung und Weiterbildung von Arbeiter betreibt die IWW eine eigene Organizing Abteilung, die Betriebsgruppen unterstützt, ihnen bei der Auswertung und Weiterentwicklung hilft und damit die Erfahrungen unter Kollegen zirkulieren lässt. Ein zweiter Baustein ist das Bildungsprogramm der IWW, dass systematisch dabei unterstützen soll eine Betriebsgruppe aufzubauen, auch an Arbeitsplätzen und Branchen die als schwer organisierter gelten. Dieses Bildungsprogramm wird in den Sektionen auf der ganzen Welt angewendet. Das Programm wird vom Training Komitee entwickelt und umgesetzt.
Solidaritätsgewerkschaft (engl. Solidarity Unionism)
Die IWW organisiert sich nach dem Modell der Solidaritätsgewerkschaft. Die zentralen Grundsätze der Solidaritätsgewerkschaft basieren auf der Idee das die Macht der Gewerkschaft auf der Solidarität unter den Arbeitern und ihrer Fähigkeit, Maßnahmen zu ergreifen, um für ihre Forderungen zu kämpfen, basiert. Dazu sei keine staatliche Anerkennung oder eine Mehrheit im Betrieb nötig, um Gewinne gegen den Chef zu erzielen.
Damit vertritt die IWW einen Begriff von Organizing, der auf die Selbstorganisation der beteiligten Arbeiter setzt und grenzt sich von dem Verständnis von Organizing als Strategie der aktiven Mitgliedergewinnung ab. Letzterer Ansatz wird in mehreren Gewerkschaften des DGB, ÖGB und SGB vertreten und führen die Abnahme des gewerkschaftlichen Organisationsgrades auf die Passivität der Arbeiter zurück, der durch die Aktivität von Hauptamtlichen verändert werden muss. Aus Sicht der IWW ist das betriebliche Engagement und die Offenheit gegenüber den Problemen und Aktionsformen mit einer anderen Methode aus der Geschichte marxistischer Untersuchungen vergleichbar: der Militanten Untersuchung.
Organizing Prinzipien der IWW im deutschsprachigen Raum
Aus Sicht der IWW müsse die eigene Praxis den aktuellen gesellschaftlichen Bedingungen und Bewegungen angepasst werden, um zu einer aktiven revolutionären Bewegungen beizutragen. Sie veranstaltet deshalb gelegentlich Strategiekonferenzen. Die letzte Konferenz fand 2018 in Hamburg statt. Dort beschloss die IWW unter anderem, dass der neoliberale Sozialabbau Frauen, so wie Inter/Trans/Non-Binäre Menschen in besonderem Maße trifft und deshalb feministische Bewegungen wie der Feministische Streik unterstützt und darin aktiv mitgearbeitet werden müsste. Daraus würde auch eine Öffnung des sozialdemokratischen Gewerkschaftsbegriffes nötig sein, der gewerkschaftliche Kämpfe auf ökonomische Auseinandersetzungen auf den Betrieb reduziere. Demgegenüber wurde ein Verständnis von sozialen Kämpfen stark gemacht, dass auf die Verbindung verschiedener Lebensbereiche zielt. Darunter zählen auch Auseinandersetzungen um bezahlbares Wohnen, so wie postmigrantische Perspektiven auf Arbeitskämpfe. So wie die Analyse von Herrschaftstechniken die in der Gesellschaft oder den Betrieben auf die Arbeiterklasse im globalen Maßstab angewendet werden. Als eine Möglichkeit sieht die IWW auch das sich gezielt in Betrieben anstellen lassen um aktive Kollegen zu unterstützen oder zu versuchen Betriebsgruppen an strategisch wichtigen Punkten wie dem Pflegebereich oder der Logistik aufzubauen.

### Bekannte Kampagnen in Nordamerika
Starbucks
In den USA gelang der IWW seit 2004 ein Organisierungserfolg in einem Bereich, der bislang als gewerkschaftsfern und schwer organisierbar galt. So haben sich bis zum Herbst 2006 die Angestellten von sechs Filialen der weltweit größten Kaffeehaus-Kette Starbucks in New York City der IWW Starbucks Workers Union angeschlossen. Der IWW Starbucks Workers Union gelang es nach eigenen Angaben, mehrere Erfolge zu erringen, darunter Lohnerhöhungen um fast 25 % sowie Verbesserungen beim Arbeitsschutz und eine Erhöhung der garantierten Wochenstunden.
Im September 2006 expandierte die Starbucks Workers Union nach Chicago, wo sich die Beschäftigten einer weiteren Filiale (am Logan Square) mehrheitlich als aktive Gewerkschaftsmitglieder zu erkennen gaben. Weitere Filialen in Rockville (Maryland) und Grand Rapids (Michigan) folgten im Jahr 2007. Als Reaktion auf die Entlassungen von vier IWW-Mitgliedern durch Starbucks in New York City, denen nach IWW-Angaben eine gewerkschaftsfeindliche Absicht zu Grunde lag, riefen die Wobblies im August 2006 zum weltweiten Boykott von Starbucks auf, der das Ziel verfolgte, die Wiedereinstellung der gekündigten Kollegen zu erzwingen und das Unternehmen von weiteren Maßnahmen gegen eine gewerkschaftliche Organisierung abzuhalten.
Die New Yorker IWW strengte außerdem eine Klage vor der Nationalen Behörde für Arbeitsbeziehungen (NLRB) gegen Starbucks an, die im April 2007 zugelassen wurde. Der langwierige Prozess begann im August 2007 und war zum Beginn des Jahres 2008 noch nicht beendet. Er verhalf den Aktivitäten der IWW gegen Starbucks zu regelmäßiger Resonanz auch in angesehenen Zeitungen, wie dem Wall Street Journal und der New York Times.
Jimmy Johns Workers Union

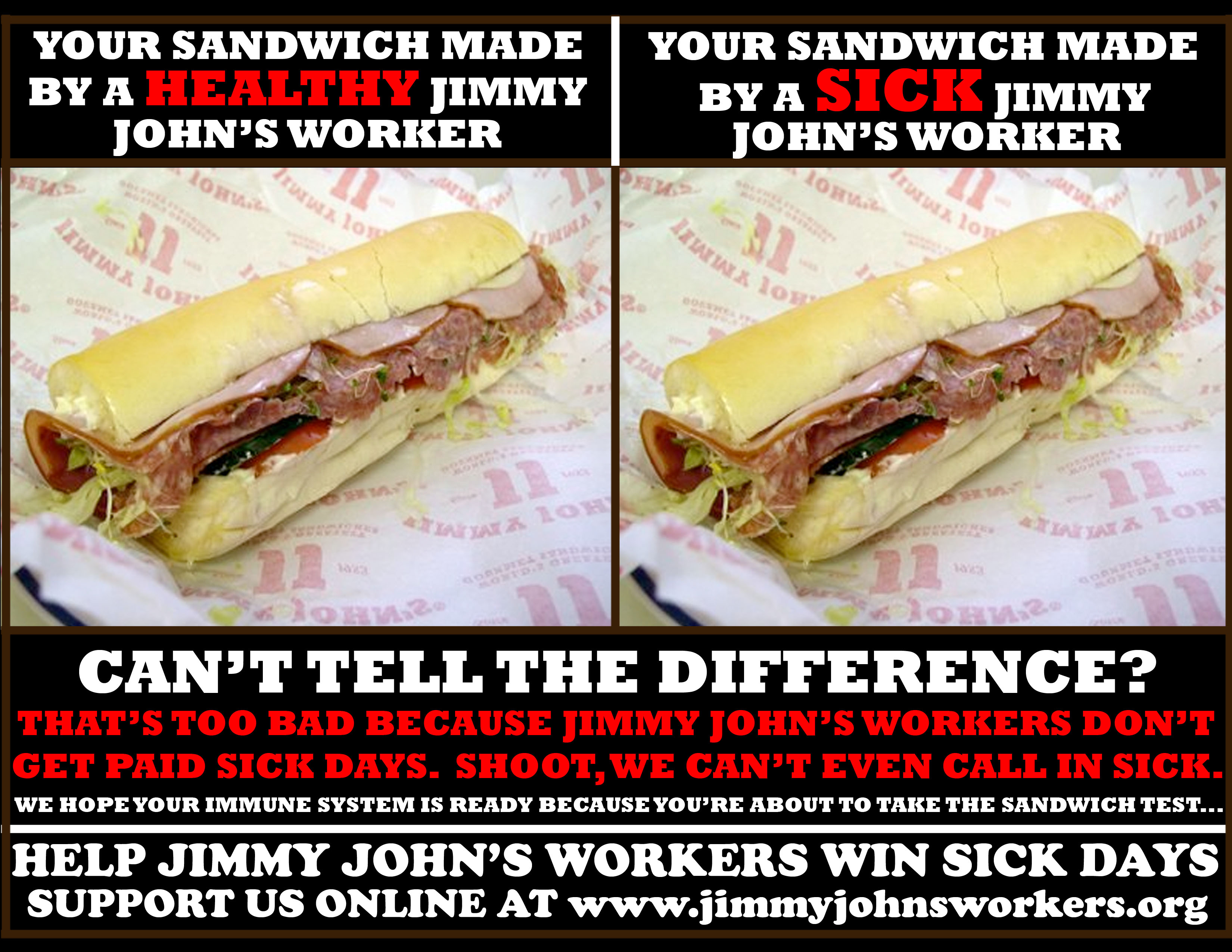
Aktionsplakat der Jimmy John’s Workers Union zur Einführung von bezahlten Krankheitstagen

Die Jimmy John’s Workers Union (JJWU) ist eine Sektion der IWW und startete ihr Organizing im Jahre 2007 und machte dies im September 2010 öffentlich (vgl. Puddnhead 2010; Pressey 2015; Forman 2014; Kevin S. 2010). Laut Eigenangabe war dies zu der Zeit der größte Organisierungsansatz in der Geschichte der Fastfood-Branche der USA, mit Schwerpunkt auf Minneapolis, die anhand von auch in Deutschland sehr verbreiteten Ketten wie McDonald’s, Burger King oder Subways starke Bekanntheit besitzt. Die Kampagne bei Jimmy John’s war inspiriert von der Starbucks Workers Union und folgte dem Gedanken in einer strategisch wichtigen Kette zu organisieren. Im Jahr 2012 reisten zwei aktive Arbeiter aus der Kampagne durch West- und Osteuropa und berichteten von ihren Erfahrungen. Auf diesem Wege brachten sie auch das Organizing Training Programm in verschiedene Regionen. Der Verlauf von 2007–2016, Hürden und Strategien sind ebenfalls in einer digitalen Dokumentation auf Deutsch und Englisch erschienen.
Komitee der inhaftierten Arbeiter
Am 9. September 2016 jährte sich der Gefängnisaufstand in Attica zum 45. Mal. Dem Aufruf verschiedener Gefangenenorganisationen, dieses Jubiläum zum Anlass für einen US-weiten Gefängnisstreik zu nehmen, folgten ca. 300.000 Inhaftierte in mehr als 40 Haftanstalten. Aktionsformen in den USA waren Streiks, Riots und Proteste. Diese Auseinandersetzungen wurde von dem Komitee der Inhaftierten Arbeiter (engl. Incarcerated Workers Organizing Committee (IWOC)) der IWW in Nordamerika organisiert. Ein Ableger der IWOC existiert ebenfalls in Großbritannien, die im deutschsprachigen Raum Aktive Gefangenengewerkschaft/Bundesweite Organisation bezieht sich inhaltlich ebenfalls positiv auf die Organisierung in Nordamerika.
Stardust Family United
Im Jahre 2016 ging eine Kampagne bei Ellen’s Stardust Diner am berühmten Broadway in New York City an die Öffentlichkeit. Unter dem Namen Stardust Family United, als Sektion der New Yorker Ortsgruppe der IWW organisieren sich von Beginn an die singenden Kellnern, so wie die weitere Belegschaft in dem Restaurant. Sie hatten mit großen Kündigungswellen zu kämpfen, so dass in verschiedenen Phasen mehr als 30 aktive gefeuert wurden. Die Arbeiter sind sehr hartnäckig und gehören zu den am längsten aktiven und stabilen Kampagnen mit dem Konzeptes der Solidaritätsgewerkschaft. Die Erfahrungen hatten eine Auswirkung auf Überarbeitung des Bildungsprogrammes der IWW in Form von mehr Fokus auf direkte Aktionen und Arbeitermacht. Die Arbeiter führten mehrere Wilde Streiks durch und konnten auch unter den Bedingungen der COVID-19-Pandemie Gehaltszahlungen und Sicherheitsvorkehrungen durchsetzen.

### Bekannte Kampagnen im deutschsprachigen Raum
Im deutschsprachigen Raum waren seit 2012 wenig öffentlich aktive Organisierungskampagnen wahrnehmbar, was unter anderem mit dem Modell der Solidaritätsgewerkschaft zu tun hat. Denn der Machtaufbau als Betriebskomitee, mit einem aktiven Kreis an Kollegen, benötigt nicht zwangsläufig eine Öffentlichkeit über den jeweiligen Betrieb hinaus. Einige der Kampagnen, die bekannter wurden oder über die Auswertungen geschrieben wurden, sind folgende:
- Hallo Pizza in Leipzig[43]

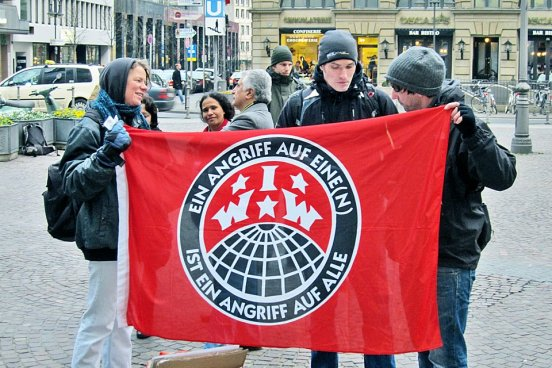
IWW Mitglieder in Frankfurt am Main protestieren vor einer Filiale der Commerzbank

- Bei Eurest, dem Betreiber der Kantine bei der Commerzbank in Frankfurt am Main[44]
- Einem Callcenter in Rostock im Servicebereich der Automobilindustrie[45]
- Dem Deutschen Roten Kreuz in Köln in der ambulanten Pflege[46]
- Bei den Pflegeexperten in Frankfurt am Main[47]
- Chemische Industrie in Hamburg[48]
- In einer Gedenkstätte in Berlin/Brandenburg[49].
- Österreich: Medienunternehmen in Wien[50]
- Reinigungsfirma Enzler bei Biogen Luterbach in Solothurn[51]

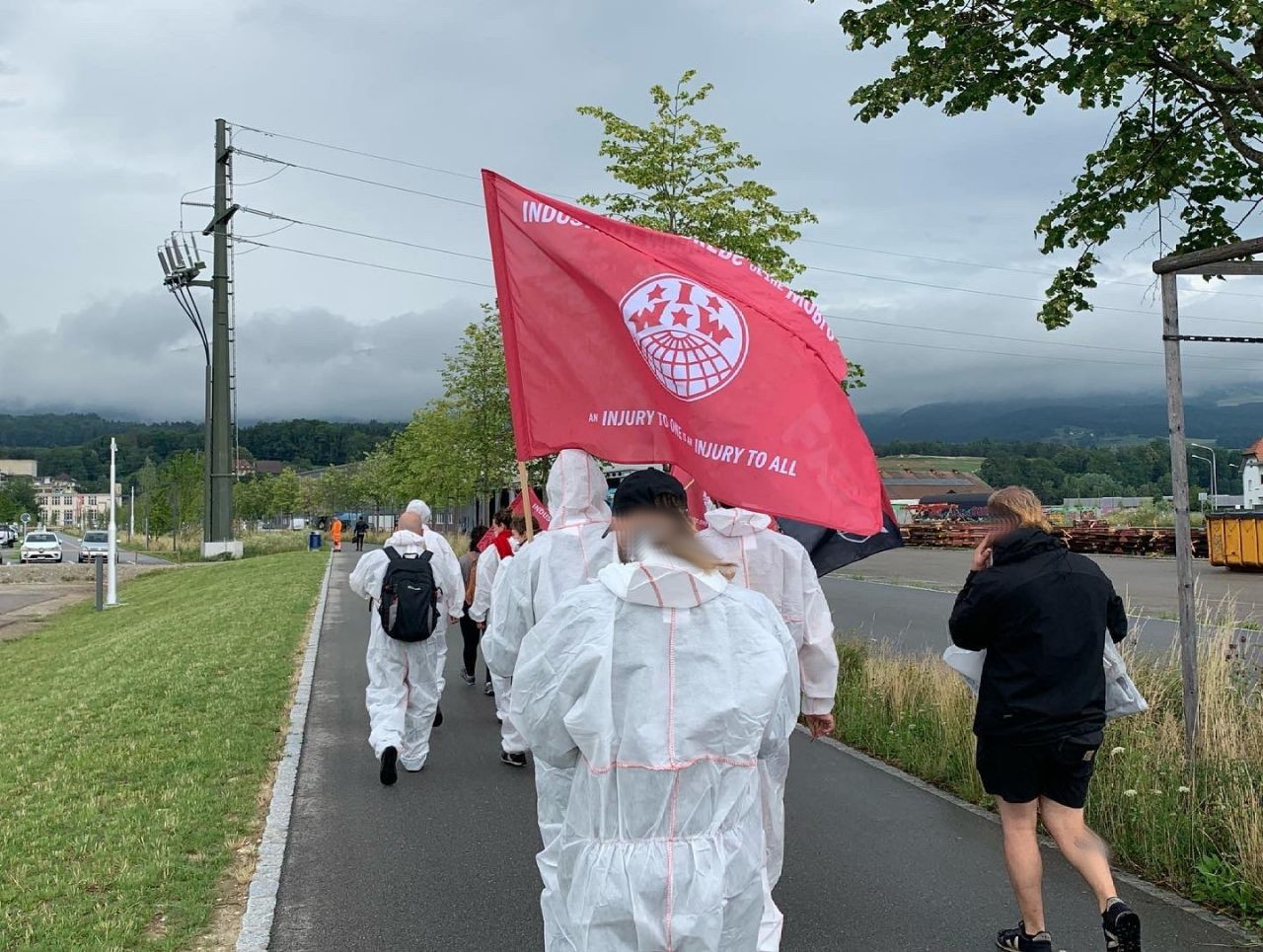
IWW Mitglieder in Solothurn demonstrieren

### Bekannte Internationale Kampagnen
Deliverunion
Beim Essenslieferdienst Deliveroo initiierte 2017 die Ortsgruppe in Bristol der IWW in Kooperation mit der Gewerkschaft Independent Workers of Great Britain eine europaweite Organisierungskampagne mit dem Titel Deliverunion. Die Kampagne folgte auf mehrere wilde Streiks von Fahrern in London. Das Unternehmen steht in der Kritik für ihre Praxis, die Fahrer als Selbständige zu behandeln und unter schlechten Bedingungen bezüglich Arbeitsschutz und Gesundheitsschutz anzustellen. Die Kampagne wurde im deutschsprachigen Raum unter anderem von der IWW, der FAU, NGG und verschiedenen kleinen Kollektiven aufgenommen. Aus dieser Initiative entstand 2018 in die Transnational Federation of Couriers (dt. transnationale Föderation von Kurierfahrern), einem Zusammenschluss verschiedener (Basis-)Gewerkschaften auf einer Konferenz in Brüssel.

## Bekannte Wobblies
Bekanntestes Mitglied der IWW ist der Linguist und Intellektuelle Noam Chomsky, daneben sind der Gitarrist und Sänger Tom Morello und der Kampfkünstler Jeff Monson in der Gewerkschaft. Das bei weitem prominenteste Mitglied der IWW im 20. Jahrhundert war der Folksänger und Agitator Joe Hill, der 1915 in Salt Lake City hingerichtet wurde. Von ihm stammen zahlreiche Folksongs, die unter anderem im Little Red Songbook der IWW zusammengefasst sind. Beispiel: Brot und Rosen
Neben Joe Hill, Emma Goldman und Mary Harris „Mother“ Jones zählen zu den bekannten Persönlichkeiten, die Mitglieder der IWW waren oder sind: Charles Ashleigh, Louis Adamic, Judi Bari, Ralph Chaplin, Vere Gordon Childe, James Connolly, Carlos Cortez, Dorothy Day, Har Dayal, Eugene V. Debs, Sam Dolgoff, Joseph Ettor, Marie Equi, Ben Fletcher, Elizabeth Gurley Flynn, William Z. Foster, Arturo Giovannitti, David Graeber, Big Bill Haywood, Frank Little, Heinrich Laufenberg, Daniel De Leon, Ricardo Flores Magón, Paul Mattick, Lucy Parsons, Utah Phillips, Franklin Rosemont, Gary Snyder, T-Bone Slim, Fred W. Thompson, William E. Trautmann, Kurt Gustav Wilckens, Fritz Wolffheim und David Rovics.